# Paneuropeiska picknicken

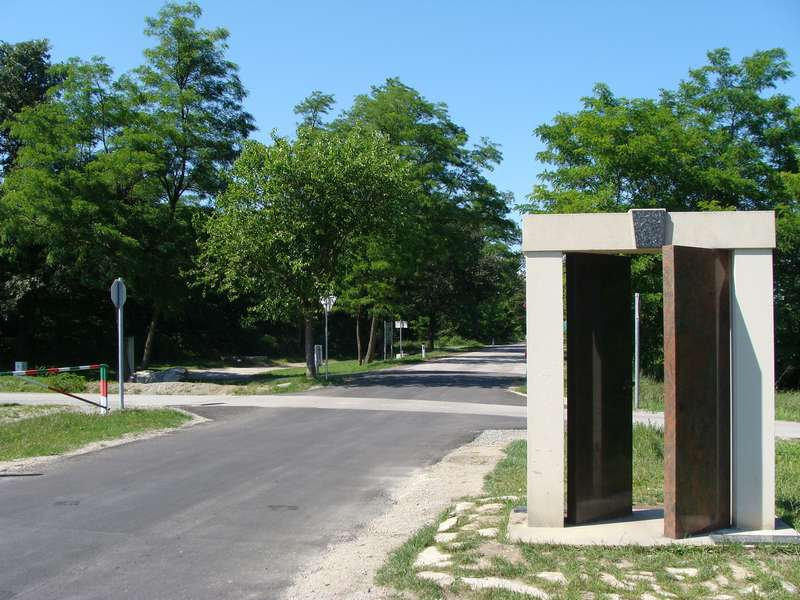
Gränsövergången mellan Ungern och Österrike vid staden Sopron. Till höger ett minnesmärke över den Paneuropeiska picknicken. Foto från 2009.

Paneuropeiska picknicken (tyska: Paneuropäisches Picknick, [panåjråpä'-]; ungerska: Páneurópai piknik) var en fredsdemonstration vid den österrikisk–ungerska gränsen i närheten av staden Sopron (Ödenburg) som ägde rum den 19 augusti 1989. Med de båda ländernas bifall hölls en gränsövergång vid den gamla landsvägen mellan Sankt Margarethen im Burgenland och Sopronkőhida (Steinambrückl) symboliskt öppen under tre timmar. Anordnare av picknicken var medlemmar från det oppositionella Magyar Demokrata Fórum (Ungerns demokratiska forum) och Paneuropa-Union (Paneuropeiska unionen). Beskyddare var dessas ordförande, europaparlamentarikern Otto von Habsburg (Christlich-Soziale Union in Bayern) och den ungerske reformvänlige ministern Imre Pozsgay. Den symboliska taggtrådsklippningen följdes av generalsekreteraren för den internationella Paneuropeiska unionen, Walburga Habsburg Douglas. På samma plats hade dessförinnan den dåvarande österrikiske utrikesministern Alois Mock och hans ungerske kollega Gyula Horn åtskiljt gränsstängslet den 27 juni 1989, för att sålunda understryka avvecklingen av Ungerns övervakningsanläggningar som hade påbörjats den 2 maj 1989.
Över 600 östtyskar tog det kortvariga tillfället då Järnridån var öppen i akt för att fly till väst, efter att i förhand blivit uppmärksammade på händelsen genom arrangörernas flygblad. De ungerska gränssoldaterna reagerade dock sansat på den inledande massflykten och ingrep inte trots att de hade giltig order att skjuta.
Därutöver väntade tusentals östtyskar något längre bort på sin chans att ta sig över gränsen, då de inte trott på att gränsen skulle öppnas och litat på föregångarna. Därför kom också antalet som på denna dag kom till väst, att begränsas till några hundra. Under de följande dagarna förstärktes Ungerns västgräns på befallning av den ungerska regeringen, så att bara förhållandevis få lyckades med flykten, innan Ungern 11 september 1989 slutgiltigt öppnade gränserna för DDR-medborgare.
Paneuropeiska picknicken är en betydande milstolpe längs det händelseförlopp som ledde till Östtysklands fall och Tysklands återförening. Den 19 augusti hålls årligen minneshögtider på platsen för gränsöverskridandet. 
Den paneuropeiska picknicken beskrev Erich Honecker i följande uttalande till Daily Mirror: „Habsburg verteilte Flugblätter bis weit nach Polen hinein, auf denen die ostdeutschen Urlauber zu einem Picknick eingeladen wurden. Als sie dann zu dem Picknick kamen, gab man ihnen Geschenke, zu essen und Deutsche Mark, dann hat man sie überredet in den Westen zu kommen.“ ("Habsburg delade ut flygblad ända borta i Polen, för att inbjuda östtyska semesterfirare där till en picknick. När de väl kommit till picknicken fick de gåvor, mat och D-mark, varpå de övertalades att komma över till väst.")
Under de följande veckorna kom synen på den så orubbliga Järnridån att ändras.

## Minnesmärken
- Ett konstverk, av en ungersk konstnär, föreställande öppna dörrar, finns i dag placerade längs med gränsen på de ställen där flyktingar passerade över denna.

- I Fertőrákos nära Sopron restes 1996 en tio meter hög skulptur i specialstål av skulptören Gabriela von Habsburg. Skulpturen symboliserar ett stycke uppställd taggtråd och ser på avstånd ut att ha formen av ett kors.